# Teinobasis micans
Teinobasis micans är en trollsländeart som beskrevs av Maurits Anne Lieftinck 1949. Teinobasis micans ingår i släktet Teinobasis och familjen dammflicksländor. Inga underarter finns listade i Catalogue of Life.